# Archeohomaloplia
Archeohomaloplia (лат.) — род пластинчатоусых жуков из подсемейства хрущей (Scarabaeidae). Около 15 видов. Юго-Восточная Азия (Мьянма) и южный Китай (Сычуань, Тибет, Юньнань).

## Описание
Пластинчатоусые жуки мелкого размера (4—8 мм), имеют чёрное и блестящее тело, окантованное основание переднеспинки и дорсальный или латеральный апофиз фаллобазы. Усики состоят из 10 сегментов, включая 3-члениковую булаву.

## Систематика
Известно около 15 видов. Archeohomaloplia был впервые выделен в 1982 году советским и казахстанским энтомологом Георгием Владимировичем Николаевым для двух видов, A. potanini Nikolaev, 1982 (типовой вид) и A. medvedevi Nikolajev, 1982. Род входит в состав трибы Sericini из подсемейства хрущей (Scarabaeidae). Род отличается от других близких родов морфологией усиков.
- Archeohomaloplia abbreviata (Fairmaire, 1897)typus
  - =Homaloplia abbreviata Fairmaire, 1897
  - =Archeohomaloplia potanini Nikolajev, 1982[1]
- Archeohomaloplia acuta Ahrens, 2011[2]
- Archeohomaloplia frolovi Ahrens, 2011
- Archeohomaloplia ganhaiziensis Ahrens, 2011[2]
- Archeohomaloplia hebashana  Ahrens, 2011
- Archeohomaloplia kalabi  Ahrens, 2011
- Archeohomaloplia medvedevi  Nikolajev, 1982[1]
- Archeohomaloplia mingi  Ahrens, 2011
- Archeohomaloplia nikolajevi  Ahrens, 2011[2]
- Archeohomaloplia safraneki  Ahrens, 2011
- Archeohomaloplia taunggyiensis  Ahrens, 2011
- Archeohomaloplia volkovitchi  Ahrens, 2023[4]
- Archeohomaloplia xiajuan  Ahrens, 2023[4]
- Archeohomaloplia yaregongensis  Ahrens, 2011[2]
- Archeohomaloplia yunnana  (Miyake & Yamaya, 2001)
  - =Melanomaladera yunnana Miyake & Yamaya, 2001[5]